# Врлички партизански одред
Врлички је био партизанска јединица у саставу Народноослободилачке војске и партизанских одреда Југославије током Другог светског рата у Босни и Херцеговини.

## Историјат
Формиран је средином јула 1944. од бораца с подручја Врлике. До краја 1944. учествовао је s јединицама 20. дивизије НОВJ у борбама на подручју Динаре, око Врлике, Стрмице, Голубића и Босанског Грахова, и у борбама за ослобођење Книна. У другој половини децембра 1944. имао је три батаљона са 580 бораца. У 1945. попуњавао се и борцима с ослобођене територије Книнске крајине, а део мобилисаног људства давао је за попуну јединица 20. дивизије. Расформиран је крајем фебруара 1945, а људство му је ушло у састав бригада 20. дивизије.